# يورغن لفلاند
يورغن غونارسون لفلاند (بالنرويجية البوكمول: Jørgen Løvland)‏ (3 فبراير 1848 – 21 أغسطس 1922) هو ناشط وموظف حكومي نرويجي خدم رئيسًا للوزراء في البرلمان النرويجي (1907-1908).